# Wilhelm Normann
Wilhelm Normann (Petershagen, 16 de enero de 1870 - Chemnitz, 1 de mayo de 1939) fue un químico alemán conocido por el desarrollo del proceso de hidrogenación de las grasas en 1902. Este proceso, protegido por la patente alemana número 141029 de 1902, supuso un avance en la producción industrial de la margarina y de las grasas alimentarias refinadas o shortenings.

## Primeros años y educación
Los padres de Wilhelm Normann fueron Julius Normann y Luise Normann (el apellido de nacimiento de la madre era Siveke). Julius fue director de la escuela elemental y de la Selekta de la ciudad de Petershagen.
W. Normann entró en la escuela primaria en 1877 y cuando cursaba el sexto grado se trasladó al Friedrichs Gymnasium de Herford. Después de que su padre consiguiera un puesto de profesor en la escuela municipal de Kreuznach, Wilhelm se trasladó a la Real Escuela Secundaria de Kreuznach.

## Carrera
Tras terminar sus estudios en la escuela secundaria en 1888, Wilhelm comenzó a trabajar en la fábrica de grasas y aceites industriales Leprince & Siveke de Herford, propiedad de su tío Wilhelm Siveke. Tras dirigir una sección de la compañía en Hamburgo durante dos años, W. Normann comenzó a estudiar química en el laboratorio del profesor Carl Remigius Fresenius, en Wiesbaden. Desde abril de 1892, W. Normann continuó sus estudios en el departamento de análisis de aceites del Instituto Tecnológico de Berlín bajo la supervisión del profesor D. Holde. Desde 1895 hasta 1900 Wilhelm estudió química con los profesores Claus y Willgerod y geología con el profesor Steinmann en la Universidad de Friburgo. En dicha universidad se doctoró en 1900 con la tesis titulada Beiträge zur Kenntnis der Reaktion zwischen unterchlorigsauren Salzen und primären aromatischen Aminen (Contribuciones al conocimiento de las reacciones de las sales de hipoclorito y aminas aromáticas primarias). En 1901, W. Normann fue nombrado miembro correspondiente del Instituto Geológico Federal.

## Trabajo científico
Desde 1901 hasta 1909 fue el director del laboratorio de la empresa Leprince & Siveke, donde llevó a cabo investigaciones sobre las propiedades de grasas y aceites.
En 1901, Paul Sabatier publicó un artículo en el que afirmaba que solamente utilizando compuestos orgánicos vaporizables es posible enlazar hidrógeno activado catalíticamente con aceites minerales. W. Normann decidió investigar al respecto y pudo refutar la afirmación de Sabatier, ya que fue capaz de transformar ácido oleico líquido en ácido esteárico sólido empleando la hidrogenación catalítica con polvo de níquel disperso. Esta reacción fue precursora del proceso de endurecimiento de grasas.
El proceso de endurecimiento de grasas que permitía obtener grasas saturadas, fue registrado al año siguiente en la Oficina Imperial Alemana de Patentes (número de patente 141029) a nombre de la empresa Leprince & Siveke Company. En 1903, la Oficina Británica de Patentes le concedió la patente del proceso a W. Normann (número de patente GB 190301515, bajo el título de "Proceso para convertir ácidos grasos insaturados o sus glicéridos en compuestos saturados").
Entre los años 1905 y 1910, W. Normann construyó una planta de endurecimiento de grasas en Herford. En 1908 la patente fue adquirida por la empresa Joseph Crosfield & Sons Limited de Warrington (Reino Unido). Desde 1909 esta empresa británica empezó a producir grasa endurecida a gran escala con bastante éxito comercial. La producción anual inicial fue de aproximadamente 3000 toneladas. La empresa Lever Brothers desarrolló un proceso que competía con el de Joseph Crosfield & Sons Limited, por lo que estos últimos llevaron a los primeros a un juicio por infringir su patente. Sin embargo, Lever Brothers salió victoriosa en el proceso.
Desde 1911 hasta 1922, W. Normann fue el director científico de Compañía de Aceites Germania (Ölwerke Germania) localizada en Emmerich am Rhein y fundada por la compañía Jürgens procedente de los Países Bajos.
En 1917, W. Normann construyó una fábrica de endurecimiento de grasa en Amberes para la compañía productora de margarina SAPA (Société Anonyme d'Huiles, Grasses et Produits Africains), que operaba en la India. W. Normann ejerció de director técnico de esta empresa por orden de la Sociedad Colonial Belga.
En 1920, W. Normann solicitó en Alemania la patente titulada Verfahren zur Herstellung von gemischten Glyceriden (Proceso para la producción de glicéridos mixtos). La patente fue aprobada en 1924 (número de patente 407180).
En 1920, W. Normann y la empresa Ölwerke Germania solicitaron en Alemania la patente titulada Verfahren zur Umesterung von Fettsaurestern (Procedimiento para la transesterificación de ésteres de ácidos grasos). La patente fue aprobada en 1925 (número de patente 417215).
Desde 1924 hasta 1927, W. Normann ejerció como asesor para plantas de endurecimiento de grasas de distintas compañías extranjeras. En 1926, W. Normann junto con la compañía Volkmar Haenig & Comp. Metallochemische Werk Rodlebe solicitaron en Alemania la patente titulada Elektrisch beheizter Etagenroester (Ésteres calentados eléctricamente), que fue aprobada en 1932 (número de patente 564894).
En 1929, W. Normann solicitó en Alemania la patente titulada Verfahren zur Darstellung von Estern (Método para la preparación de ésteres), aprobada en 1933.

## Vida personal
Wilhelm Normann se casó con Martha Uflerbäumer en Herford, el día 12 de septiembre de 1916. El 1 de enero de 1939, W. Normann se retiró y falleció el 1 de mayo del mismo año tras una enfermedad, en el Hospital Küchwald de Chemnitz. Fue enterrado el 5 de mayo de 1939 en el panteón familiar del cementerio de Hermannstrasse, en Herford.

## Reconocimientos
El 8 de junio de 1922, la Sociedad Alemana de Química le concedió la medalla Liebig. En 1939 la Facultad de Ciencias Naturales y el senado de la Universidad de Münster (Westfalia) le concedieron un doctorado honoris causa en Ciencias Naturales. En el mismo año, se le otorga la membresía honorífica en la Deutsche Gesellschaft für Fettforschung (Sociedad Alemana para la Investigación de las Grasas), hoy conocida como Deutsche Gesellschaft für Fettwissenschaft (Sociedad Alemana para la Ciencia de las Grasas) de Münster.
En 1940 se creó la Medalla Wilhelm Normann en honor a dicho químico, que se entrega desde entonces con una periodicidad irregular.
El Wilhelm Normann Berufskolleg (Colegio Profesional Wilhelm Normann) de Herford lleva su nombre en honor a Wilhelm Normann.